# Seznam elektrarn v Sloveniji
Seznam elektrarn v Sloveniji.

## Hidroelektrarne

### Drava
- Hidroelektrarna Dravograd
- Hidroelektrarna Vuzenica
- Hidroelektrarna Vuhred
- Hidroelektrarna Ožbalt
- Hidroelektrarna Fala
- Hidroelektrarna Mariborski otok
- Hidroelektrarna Zlatoličje
- Hidroelektrarna Formin
- Mala hidroelektrarna Melje

### Sava

#### Zgornja Sava
- Hidroelektrarna Moste
- Hidroelektrarna Mavčiče
- Hidroelektrarna Medvode

#### Srednja Sava
Hidroelektrarne so še v načrtu.
- Hidroelektrarna Tacen
- Hidroelektrarna Gameljne
- Hidroelektrarna Šentjakob
- Hidroelektrarna Zalog
- Hidroelektrarna Jevnica
- Hidroelektrarna Kresnice
- Hidroelektrarna Ponoviče
- Hidroelektrarna Renke
- Hidroelektrarna Trbovlje
- Hidroelektrarna Suhadol

#### Spodnja Sava
- Hidroelektrarna Vrhovo
- Hidroelektrarna Boštanj
- Hidroelektrarna Blanca
- Hidroelektrarna Krško
- Hidroelektrarna Brežice
- Hidroelektrarna Mokrice (v načrtu)

### Soča
- Hidroelektrarna Doblar
- Hidroelektrarna Doblar 2
- Hidroelektrarna Plave
- Hidroelektrarna Plave 2
- Hidroelektrarna Ajba
- Črpalna hidroelektrarna Avče
- Hidroelektrarna Solkan

### Idrijca
- Hidroelektrarna Marof
- Hidroelektrarna Mesto
- Hidroelektrarna Mrzla Rupa

### Prošček
- Hidroelektrarna Kneške Ravne 1
- Hidroelektrarna Kneške Ravne 2

### Manjše hidroelektrarne
Drava
- Mala Hidroelektrarna Markovci
- Mala Hidroelektrarna Ruše

Radovna
- Mala hidroelektrarna Žagar

Vipava
- Hidroelektrarna Gradišče

Gljun
- Hidroelektrarna Plužna

Koritnica
- Hidroelektrarna Možnica

Mangrtski potok
- Hidroelektrarna Log

Tolminka
- Hidroelektrarna Tolmin

Zadlaščica
- Hidroelektrarna Zadlaščica

Mohorčev potok
- Hidroelektrarna Bača

Bača
- Hidroelektrarna Podmelec

Zapoška
- Hidroelektrarna Cerkno

Peklenska grapa
- Hidroelektrarna Pečnik

Jelenk
- Hidroelektrarna Jelenk

Trebušica
- Hidroelektrarna Trebuša

Hubelj
- Hidroelektrarna Hubelj

Unec
- Hidroelektrarna Planina

Klavžarica
- Mala hidroelektrarna Klavžarica

Mura
- Mala hidroelektrarna Ceršak

Završnica
- Hidroelektrarna Završnica

Kokra
- Hidroelektrarna Kokra

Sava
- Hidroelektrarna Česenj, Ljubljana-Brod

Meža
- HE Črna na Koroškem

Ljubljanica
- Hidroelektrarna Fužine

### Tuje hidroelektrarne
Hidroelektrarna Golica v Avstriji odvaja Sloveniji 10 MW moči.

## Termoelektrarne
| Ime                                | Lokacija   | Kordinate                                         | Gorivo                                               | Moč, MWe | Število turbin | Električni izkoristek | Daljinsko ogrevanje, MW | Obratovanje | Letna Proizvodnja, GWh | Režim obratovanja | Obratovalec | Opombe                                                            |
| ---------------------------------- | ---------- | ------------------------------------------------- | ---------------------------------------------------- | -------- | -------------- | --------------------- | ----------------------- | ----------- | ---------------------- | ----------------- | ----------- | ----------------------------------------------------------------- |
| Termoelektrarna Trbovlje           | Trbovlje   | 46°07′34″N 15°03′42″E / 46.1260209°N 15.0617194°E | Trboveljski premog, Velenjski Lignit, kurilno olje   | 239,5    | 6              | 32%                   | Ne                      | 1938-2014   | 600                    | pasovni, vršni    | HSE         | 360 metrov visok dimnik (Najvišji dimnik v Evropi)                |
| Termoelektrarna Šoštanj            | Šoštanj    | 46°22′22″N 15°03′11″E / 46.3727833°N 15.0531578°E | Velenjski lignit, zemeljski plin, kurilno olje       | 1439     | 8              | 43%                   | 265 MW                  | 1956-       | 5000                   | trapezni, vršni   | HSE         | Prva najsodobnejša 600 MW nadkritična termoelektrarna v Sloveniji |
| Termoelektrarna Velenje            | Velenje    |                                                   | Velenjski lignit                                     | 7,25     | 3              | 11%                   | 25,5 MW                 | 1928-1971   | 65                     | trapezni          | PV          | Prva kogeneracija v Jugoslaviji z daljinskim ogrevanjem           |
| Mestna termoelektrarna Ljubljana   | Ljubljana  |                                                   | Trboveljski premog, Senovski premog, Kočevski premog | 4        | 4              | 7%                    |                         | 1883-1966   | 30                     | pasovni           |             | Imela je še tudi batne parne stroje                               |
| Termoelektrarna Toplarna Ljubljana | Ljubljana  |                                                   | Indonezijski premog, kurilno olje, les               | 124      | 3              | 32%                   | 340 MW                  | 1966-       | 400                    | pasovni           |             |                                                                   |
| Termoelektrarna Brestanica         | Brestanica |                                                   | zemeljski plin, kurilno olje                         | 323      | 7              | 26%                   | Ne                      | 1943-       | 10                     | vršni             | GEN         |                                                                   |

## Jedrske elektrarne
| Ime                      | Lokacija | Kordinate                                         | Gorivo   | Električni izkoristek | Tip reaktorja | Proizvajalec | Moč, MWe                          | Daljinsko ogrevanje, MW | Obratovanje | Letna Proizvodnja, GWh | Režim obratovanja | Obratovalec | Opombe              |
| ------------------------ | -------- | ------------------------------------------------- | -------- | --------------------- | ------------- | ------------ | --------------------------------- | ----------------------- | ----------- | ---------------------- | ----------------- | ----------- | ------------------- |
| Jedrska elektrarna Krško | Krško    | 45°56′18″N 15°30′56″E / 45.9382023°N 15.5154258°E | Uran 235 | 35%                   | tlačnovodni   | Westinghouse | 696 (348 Slovenija + 348 Hrvaška) | Ne                      | 1981-       | 5000                   | pasovni           | GEN         | V 50% lasti Hrvaške |

## Fotovoltaične elektrarne
| Ime                          | Lokacija                | Kordinate                                       | Moč, kWp | Letna Proizvodnja, kWh | Obratovalec                  | Opombe |
| ---------------------------- | ----------------------- | ----------------------------------------------- | -------- | ---------------------- | ---------------------------- | ------ |
| Sončna elektrarna Zorenci 1  | Zorenci                 | 45°32′09″N 15°11′39″E / 45.535961°N 15.194188°E | 546      | 430.000                |                              | [ 3 ]  |
| Sončna elektrarna Zorenci 2  | Zorenci                 | 45°32′09″N 15°11′39″E / 45.535961°N 15.194188°E | 763      | 620.000                |                              | [ 4 ]  |
| Sončna elektrarna Čatež 1    | Čatež                   |                                                 | 460      | 500.000                |                              | [ 5 ]  |
| Sončna elektrarna Čatež 2    | Čatež                   |                                                 | 763      | 620.000                |                              | [ 6 ]  |
| Sončna elektrarna Čatež 1    | Čatež                   |                                                 | 282      | 340.000                |                              | [ 7 ]  |
| Sončna elektrarna Prapretno  | Prapretno pri Hrastniku |                                                 | 3036     | 3.362.000              | Holding Slovenske elektrarne | [ 8 ]  |
| Sončna elektrarna Zlatoličje | Zlatoličje              |                                                 | 2.500    | 3.000.000              | Dravske elektrarne Maribor   | [ 9 ]  |